# John Hall Stephens

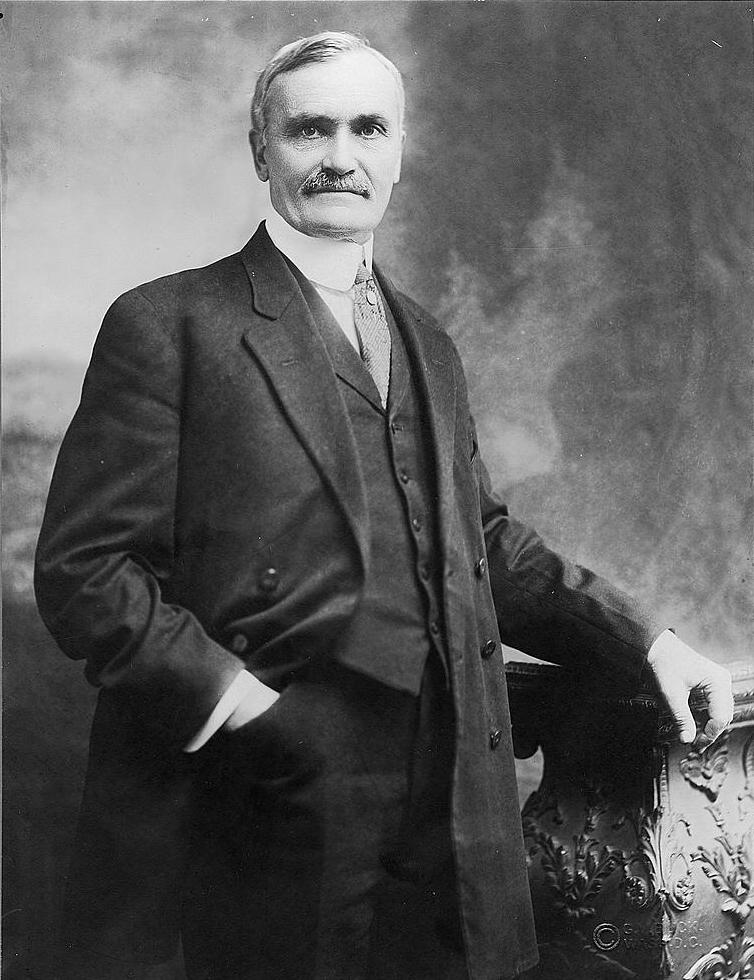
John Hall Stephens

John Hall Stephens (* 22. November 1847 im Shelby County, Texas; † 18. November 1924 in Monrovia, Kalifornien) war ein US-amerikanischer Politiker. Zwischen 1897 und 1917 vertrat er den Bundesstaat Texas im US-Repräsentantenhaus.

## Werdegang
John Stephens besuchte die öffentlichen Schulen in Mansfield sowie das Mansfield College. Nach einem anschließenden Jurastudium an der Cumberland University in Lebanon (Tennessee) und seiner 1872 erfolgten Zulassung als Rechtsanwalt begann er ab 1873 in Montague und Vernon in diesem Beruf zu arbeiten. Gleichzeitig schlug er als Mitglied der Demokratischen Partei eine politische Laufbahn ein. Zwischen 1886 und 1888 saß er im Senat von Texas.
Bei den Kongresswahlen des Jahres 1896 wurde Stephens im 13. Wahlbezirk von Texas in das US-Repräsentantenhaus in Washington, D.C. gewählt, wo er am 4. März 1897 die Nachfolge von Jeremiah V. Cockrell antrat. Nach neun Wiederwahlen konnte er bis zum 3. März 1917 zehn Legislaturperioden im Kongress absolvieren. Seit 1911 war er Vorsitzender des Indianerausschusses. In seine Zeit als Kongressabgeordneter fiel der Spanisch-Amerikanische Krieg von 1898. Im Jahr 1913 wurden der 16. und der 17. Verfassungszusatz ratifiziert.
1916 wurde John Stephens von seiner Partei nicht mehr zur Wiederwahl nominiert. Nach dem Ende seiner Zeit im US-Repräsentantenhaus zog er nach Monrovia in Kalifornien, wo er seinen Lebensabend verbrachte. Dort ist er am 18. November 1924 auch verstorben.